# Singurătate (Eminescu)
„Singurătate” este o poezie scrisă de Mihai Eminescu, publicată pentru prima oară pe 1 martie 1878 în revista Convorbiri literare și apărută apoi în volumul Poesii din 1884.